# Saïd Daftari
Said Daftari (persan : سعید دفتری), né le 26 novembre 1982 à Bergisch Gladbach en Allemagne, est un joueur de football allemand d'origine afghane.